# Polly Platt
Mary Marr "Polly" Platt (Illinois, 29 de janeiro de 1939 — Manhattan, 27 de julho de 2011) foi uma produtora cinematográfica, diretora de arte e roteirista norte-americana.